# Шарпа тема
Тема Шарпа — тема в шаховій композиції. Суть ідеї — перший хід білих формує батарею, яка на другому ході руйнується ходом задньої фігури, і згодом білі оголошують чорному королю мат на полі, на яке була націлена невикористана біла батарея.

## Історія
Ідею запропонував у 1993 році шаховий композитор Роберт Шарп.
На першому ході білі створюють батарею, пряму або опосередковану, яка націлена на певне поле. Наступним ходом задня фігура руйнує цю батарею, а мат оголошується в інший спосіб чорному королю на полі, на яке була націлена щойно зруйнована батарея.
Ідея дістала назву — тема Шарпа.
|   | a | b | c | d | e | f | g | h |   |
| 8 | b8 білий король · d8 білий слон · e8 чорний слон · e7 чорний пішак · c5 білий кінь · e5 чорний кінь · a3 чорний король · c3 білий пішак · d3 чорний пішак | b8 білий король · d8 білий слон · e8 чорний слон · e7 чорний пішак · c5 білий кінь · e5 чорний кінь · a3 чорний король · c3 білий пішак · d3 чорний пішак | b8 білий король · d8 білий слон · e8 чорний слон · e7 чорний пішак · c5 білий кінь · e5 чорний кінь · a3 чорний король · c3 білий пішак · d3 чорний пішак | b8 білий король · d8 білий слон · e8 чорний слон · e7 чорний пішак · c5 білий кінь · e5 чорний кінь · a3 чорний король · c3 білий пішак · d3 чорний пішак | b8 білий король · d8 білий слон · e8 чорний слон · e7 чорний пішак · c5 білий кінь · e5 чорний кінь · a3 чорний король · c3 білий пішак · d3 чорний пішак | b8 білий король · d8 білий слон · e8 чорний слон · e7 чорний пішак · c5 білий кінь · e5 чорний кінь · a3 чорний король · c3 білий пішак · d3 чорний пішак | b8 білий король · d8 білий слон · e8 чорний слон · e7 чорний пішак · c5 білий кінь · e5 чорний кінь · a3 чорний король · c3 білий пішак · d3 чорний пішак | b8 білий король · d8 білий слон · e8 чорний слон · e7 чорний пішак · c5 білий кінь · e5 чорний кінь · a3 чорний король · c3 білий пішак · d3 чорний пішак | 8 |
| 7 | b8 білий король · d8 білий слон · e8 чорний слон · e7 чорний пішак · c5 білий кінь · e5 чорний кінь · a3 чорний король · c3 білий пішак · d3 чорний пішак | b8 білий король · d8 білий слон · e8 чорний слон · e7 чорний пішак · c5 білий кінь · e5 чорний кінь · a3 чорний король · c3 білий пішак · d3 чорний пішак | b8 білий король · d8 білий слон · e8 чорний слон · e7 чорний пішак · c5 білий кінь · e5 чорний кінь · a3 чорний король · c3 білий пішак · d3 чорний пішак | b8 білий король · d8 білий слон · e8 чорний слон · e7 чорний пішак · c5 білий кінь · e5 чорний кінь · a3 чорний король · c3 білий пішак · d3 чорний пішак | b8 білий король · d8 білий слон · e8 чорний слон · e7 чорний пішак · c5 білий кінь · e5 чорний кінь · a3 чорний король · c3 білий пішак · d3 чорний пішак | b8 білий король · d8 білий слон · e8 чорний слон · e7 чорний пішак · c5 білий кінь · e5 чорний кінь · a3 чорний король · c3 білий пішак · d3 чорний пішак | b8 білий король · d8 білий слон · e8 чорний слон · e7 чорний пішак · c5 білий кінь · e5 чорний кінь · a3 чорний король · c3 білий пішак · d3 чорний пішак | b8 білий король · d8 білий слон · e8 чорний слон · e7 чорний пішак · c5 білий кінь · e5 чорний кінь · a3 чорний король · c3 білий пішак · d3 чорний пішак | 7 |
| 6 | b8 білий король · d8 білий слон · e8 чорний слон · e7 чорний пішак · c5 білий кінь · e5 чорний кінь · a3 чорний король · c3 білий пішак · d3 чорний пішак | b8 білий король · d8 білий слон · e8 чорний слон · e7 чорний пішак · c5 білий кінь · e5 чорний кінь · a3 чорний король · c3 білий пішак · d3 чорний пішак | b8 білий король · d8 білий слон · e8 чорний слон · e7 чорний пішак · c5 білий кінь · e5 чорний кінь · a3 чорний король · c3 білий пішак · d3 чорний пішак | b8 білий король · d8 білий слон · e8 чорний слон · e7 чорний пішак · c5 білий кінь · e5 чорний кінь · a3 чорний король · c3 білий пішак · d3 чорний пішак | b8 білий король · d8 білий слон · e8 чорний слон · e7 чорний пішак · c5 білий кінь · e5 чорний кінь · a3 чорний король · c3 білий пішак · d3 чорний пішак | b8 білий король · d8 білий слон · e8 чорний слон · e7 чорний пішак · c5 білий кінь · e5 чорний кінь · a3 чорний король · c3 білий пішак · d3 чорний пішак | b8 білий король · d8 білий слон · e8 чорний слон · e7 чорний пішак · c5 білий кінь · e5 чорний кінь · a3 чорний король · c3 білий пішак · d3 чорний пішак | b8 білий король · d8 білий слон · e8 чорний слон · e7 чорний пішак · c5 білий кінь · e5 чорний кінь · a3 чорний король · c3 білий пішак · d3 чорний пішак | 6 |
| 5 | b8 білий король · d8 білий слон · e8 чорний слон · e7 чорний пішак · c5 білий кінь · e5 чорний кінь · a3 чорний король · c3 білий пішак · d3 чорний пішак | b8 білий король · d8 білий слон · e8 чорний слон · e7 чорний пішак · c5 білий кінь · e5 чорний кінь · a3 чорний король · c3 білий пішак · d3 чорний пішак | b8 білий король · d8 білий слон · e8 чорний слон · e7 чорний пішак · c5 білий кінь · e5 чорний кінь · a3 чорний король · c3 білий пішак · d3 чорний пішак | b8 білий король · d8 білий слон · e8 чорний слон · e7 чорний пішак · c5 білий кінь · e5 чорний кінь · a3 чорний король · c3 білий пішак · d3 чорний пішак | b8 білий король · d8 білий слон · e8 чорний слон · e7 чорний пішак · c5 білий кінь · e5 чорний кінь · a3 чорний король · c3 білий пішак · d3 чорний пішак | b8 білий король · d8 білий слон · e8 чорний слон · e7 чорний пішак · c5 білий кінь · e5 чорний кінь · a3 чорний король · c3 білий пішак · d3 чорний пішак | b8 білий король · d8 білий слон · e8 чорний слон · e7 чорний пішак · c5 білий кінь · e5 чорний кінь · a3 чорний король · c3 білий пішак · d3 чорний пішак | b8 білий король · d8 білий слон · e8 чорний слон · e7 чорний пішак · c5 білий кінь · e5 чорний кінь · a3 чорний король · c3 білий пішак · d3 чорний пішак | 5 |
| 4 | b8 білий король · d8 білий слон · e8 чорний слон · e7 чорний пішак · c5 білий кінь · e5 чорний кінь · a3 чорний король · c3 білий пішак · d3 чорний пішак | b8 білий король · d8 білий слон · e8 чорний слон · e7 чорний пішак · c5 білий кінь · e5 чорний кінь · a3 чорний король · c3 білий пішак · d3 чорний пішак | b8 білий король · d8 білий слон · e8 чорний слон · e7 чорний пішак · c5 білий кінь · e5 чорний кінь · a3 чорний король · c3 білий пішак · d3 чорний пішак | b8 білий король · d8 білий слон · e8 чорний слон · e7 чорний пішак · c5 білий кінь · e5 чорний кінь · a3 чорний король · c3 білий пішак · d3 чорний пішак | b8 білий король · d8 білий слон · e8 чорний слон · e7 чорний пішак · c5 білий кінь · e5 чорний кінь · a3 чорний король · c3 білий пішак · d3 чорний пішак | b8 білий король · d8 білий слон · e8 чорний слон · e7 чорний пішак · c5 білий кінь · e5 чорний кінь · a3 чорний король · c3 білий пішак · d3 чорний пішак | b8 білий король · d8 білий слон · e8 чорний слон · e7 чорний пішак · c5 білий кінь · e5 чорний кінь · a3 чорний король · c3 білий пішак · d3 чорний пішак | b8 білий король · d8 білий слон · e8 чорний слон · e7 чорний пішак · c5 білий кінь · e5 чорний кінь · a3 чорний король · c3 білий пішак · d3 чорний пішак | 4 |
| 3 | b8 білий король · d8 білий слон · e8 чорний слон · e7 чорний пішак · c5 білий кінь · e5 чорний кінь · a3 чорний король · c3 білий пішак · d3 чорний пішак | b8 білий король · d8 білий слон · e8 чорний слон · e7 чорний пішак · c5 білий кінь · e5 чорний кінь · a3 чорний король · c3 білий пішак · d3 чорний пішак | b8 білий король · d8 білий слон · e8 чорний слон · e7 чорний пішак · c5 білий кінь · e5 чорний кінь · a3 чорний король · c3 білий пішак · d3 чорний пішак | b8 білий король · d8 білий слон · e8 чорний слон · e7 чорний пішак · c5 білий кінь · e5 чорний кінь · a3 чорний король · c3 білий пішак · d3 чорний пішак | b8 білий король · d8 білий слон · e8 чорний слон · e7 чорний пішак · c5 білий кінь · e5 чорний кінь · a3 чорний король · c3 білий пішак · d3 чорний пішак | b8 білий король · d8 білий слон · e8 чорний слон · e7 чорний пішак · c5 білий кінь · e5 чорний кінь · a3 чорний король · c3 білий пішак · d3 чорний пішак | b8 білий король · d8 білий слон · e8 чорний слон · e7 чорний пішак · c5 білий кінь · e5 чорний кінь · a3 чорний король · c3 білий пішак · d3 чорний пішак | b8 білий король · d8 білий слон · e8 чорний слон · e7 чорний пішак · c5 білий кінь · e5 чорний кінь · a3 чорний король · c3 білий пішак · d3 чорний пішак | 3 |
| 2 | b8 білий король · d8 білий слон · e8 чорний слон · e7 чорний пішак · c5 білий кінь · e5 чорний кінь · a3 чорний король · c3 білий пішак · d3 чорний пішак | b8 білий король · d8 білий слон · e8 чорний слон · e7 чорний пішак · c5 білий кінь · e5 чорний кінь · a3 чорний король · c3 білий пішак · d3 чорний пішак | b8 білий король · d8 білий слон · e8 чорний слон · e7 чорний пішак · c5 білий кінь · e5 чорний кінь · a3 чорний король · c3 білий пішак · d3 чорний пішак | b8 білий король · d8 білий слон · e8 чорний слон · e7 чорний пішак · c5 білий кінь · e5 чорний кінь · a3 чорний король · c3 білий пішак · d3 чорний пішак | b8 білий король · d8 білий слон · e8 чорний слон · e7 чорний пішак · c5 білий кінь · e5 чорний кінь · a3 чорний король · c3 білий пішак · d3 чорний пішак | b8 білий король · d8 білий слон · e8 чорний слон · e7 чорний пішак · c5 білий кінь · e5 чорний кінь · a3 чорний король · c3 білий пішак · d3 чорний пішак | b8 білий король · d8 білий слон · e8 чорний слон · e7 чорний пішак · c5 білий кінь · e5 чорний кінь · a3 чорний король · c3 білий пішак · d3 чорний пішак | b8 білий король · d8 білий слон · e8 чорний слон · e7 чорний пішак · c5 білий кінь · e5 чорний кінь · a3 чорний король · c3 білий пішак · d3 чорний пішак | 2 |
| 1 | b8 білий король · d8 білий слон · e8 чорний слон · e7 чорний пішак · c5 білий кінь · e5 чорний кінь · a3 чорний король · c3 білий пішак · d3 чорний пішак | b8 білий король · d8 білий слон · e8 чорний слон · e7 чорний пішак · c5 білий кінь · e5 чорний кінь · a3 чорний король · c3 білий пішак · d3 чорний пішак | b8 білий король · d8 білий слон · e8 чорний слон · e7 чорний пішак · c5 білий кінь · e5 чорний кінь · a3 чорний король · c3 білий пішак · d3 чорний пішак | b8 білий король · d8 білий слон · e8 чорний слон · e7 чорний пішак · c5 білий кінь · e5 чорний кінь · a3 чорний король · c3 білий пішак · d3 чорний пішак | b8 білий король · d8 білий слон · e8 чорний слон · e7 чорний пішак · c5 білий кінь · e5 чорний кінь · a3 чорний король · c3 білий пішак · d3 чорний пішак | b8 білий король · d8 білий слон · e8 чорний слон · e7 чорний пішак · c5 білий кінь · e5 чорний кінь · a3 чорний король · c3 білий пішак · d3 чорний пішак | b8 білий король · d8 білий слон · e8 чорний слон · e7 чорний пішак · c5 білий кінь · e5 чорний кінь · a3 чорний король · c3 білий пішак · d3 чорний пішак | b8 білий король · d8 білий слон · e8 чорний слон · e7 чорний пішак · c5 білий кінь · e5 чорний кінь · a3 чорний король · c3 білий пішак · d3 чорний пішак | 1 |
|   | a | b | c | d | e | f | g | h |   |

FEN: 1K1Bb3/4p3/8/2N1n3/8/k1Pp4/8/8
b) d8 = 

a) 1...Bxe7 2.Bf7 Bg5 3.Ba2 Bc1# (MM)

b) 1...Rxd3 2.Sc4 Rd1 3.Sb2 Ra1#
Після першого ходу білі створюють батарею, яка націлена на чорного короля, який стоїть на полі «а3», але до мети веде руйнація цієї батареї, білий слон іде з батарейної лінії, мат оголошує слон в інший спосіб, атакуючи те ж саме поле «а3», на якому стоїть чорний король. В близнюку проходить така ж сама гра білою турою. 